# Акмечеть
Акмече́ть (каз. Ақмешіт) — село у складі Цілиноградського району Акмолинської області Казахстану. Входить до складу Тастинського сільського округу.
Населення — 271 особа (2021; 432 у 2009, 491 у 1999, 476 у 1989).
Національний склад станом на 1989 рік:
- казахи — 100 %.

До 1999 року село називалось Покровка.